# Květoslav Svoboda
Květoslav Svoboda (* 25. srpna 1982 Znojmo, Československo) je bývalý český plavec, mnohonásobný mistr České republiky, dvojnásobný juniorský mistr Evropy, druhý na ME 2002 v krátkém bazénu na 200 metrů volný způsob a druhý na MS 2002 na 400 metrů volný způsob taktéž v krátkém bazénu.
Na LOH 2004 v Aténách byl vlajkonošem české výpravy.
Po neúspěšné kvalifikaci na LOH do Londýna ukončil svou aktivní kariéru.
Ve volbách do zastupitelstev obcí 2002 neúspěšně kandidoval jako nestraník z jedenáctého místa kandidátky Sdružení nezávislých do zastupitelstva Znojma. Neuspěl ani ve volbách 2006, kdy kandidoval jako nestraník za SNK-ED z pátého místa. Zastupitelem Znojma byl zvolen ve volbách 2010, kdy kandidoval jako nestraník ze třináctého místa za ODS a díky preferenčním hlasům se posunul na sedmé místo. Místo zastupitele se pokusil obhájit i ve volbách 2014, kdy kandidoval ze sedmého místa kandidátní listiny ODS. Strana ale získala ve městě pouze 3 mandáty a Svoboda se díky preferenčním hlasům stal prvním náhradníkem. Kvůli neuspokojivému výsledku strany ve volbách se v lednu 2015 vzdal členství. Po odstoupení bývalého starosty Petra Nezvedy se ale 27. května 2015 znovu stal zastupitelem.
Ve volbách do Poslanecké sněmovny v roce 2013 kandidoval z pátého místa kandidátky ODS v Jihomoravském kraji. Strana v kraji získala pouze dva mandáty a Svoboda se stal čtvrtým náhradníkem.
V komunálních volbách v roce 2022 úspěšně kandidoval jako nezávislý ve Znojmě na kandidátní listině SPD a nezávislé osobnosti.